# Тацуми (станция)
Станция Тацуми (яп. 辰巳駅 тацуми эки) — железнодорожная станция на линии Юракутё расположенная в специальном районе Кото, Токио. Станция обозначена номером Y-23. Была открыта 8 июня 1988 года. На станции установлены автоматические платформенные ворота.

## Планировка станции
Одна платформа островного типа и 2 пути.
| 1 | ○ Линия Юракутё | Син-Киба                                                 |
| 2 | ○ Линия Юракутё | Юракутё, Иидабаси, Икэбукуро, Вакоси, Синрин-Коэн, Ханно |

## Близлежащие станции
| «     |  | Линия         |  | »        |
| ----- |  | ------------- |  | -------- |
| Тоёсу |  | Линия Юракутё |  | Син-Киба |